# Lincoln megye (Wisconsin)
Lincoln megye az Amerikai Egyesült Államokban, azon belül Wisconsin államban található. Megyeszékhelye és legnagyobb városa Merrill. Lakosainak száma 28 415 fő (2020. április 1.). Lincoln megye Oneida, Langlade, Marathon, Taylor és Price megyékkel határos.

## Népesség
A megye népességének változása:
| Lakosok száma | 28 747 | 28 470 | 28 515 | 28 684 | 27 980 | 28 415 |
|               | 2010   | 2011   | 2012   | 2013   | 2015   | 2020   |